# Reichweite (Funktechnik)
Die Reichweite ist in der Funktechnik bei einer Funkverbindung diejenige Entfernung, die maximal zwischen dem Sender und dem Empfänger bestehen darf, so dass noch eine Kommunikation möglich ist.

## Grundlagen bei Digitalfunk
Die Zuverlässigkeit eines modernen, mit digitalen Übertragungsverfahren arbeitenden Funksystems hängt von der Bitfehlerrate (BER) des empfangen Bitstroms ab. Damit die vom Funksystem eingesetzten Fehlerkorrekturverfahren, wie zum Beispiel die Vorwärtsfehlerkorrektur, einen für die Funkanwendung genügend fehlerfreien Bitstrom liefern können, darf die Bitfehlerrate des empfangenen, unkorrigierten Bitstroms nicht zu groß sein. Als Faustregel für gut verständliche Sprachkommunikation gilt eine maximal zulässige Bitfehlerrate von 0,1 % (BER = 1E-3). Also höchstens jedes 1000 Bit darf fehlerhaft empfangen werden, damit die Fehlerkorrekturverfahren im Empfangsgerät den Bitfehler korrigieren können und eine akzeptable Sprachqualität resultiert.
Für schnelle Datenübertragungen sind die Anforderungen an die maximal zulässige Bitfehlerrate deutlich höher. Als Faustregel für schnelle Datenübertragungen gilt eine maximal zulässige Bitfehlerrate von 0.00001 ‰ (BER = 1E-8). Die nach dem Durchlaufen aller Fehlerkorrekturverfahren im Empfangsgerät gemessene Bitfehlerrate muss diesen Grenzwert erfüllen, damit schnelle Datenübertragungen mit dem Netzwerkprotokoll TCP möglich sind. Für genauere Berechnungen der maximal zulässigen Bitfehlerrate sollte die Mathis-Gleichung verwendet werden.
Die Bitfehlerrate (BER) ist abhängig von Eb/N0 und dem eingesetzten digitalen Modulationsverfahren. Eb/N0 ist als normalisiertes Signal-Rausch-Verhältnis (SNR) zu verstehen und wird auch als „SNR pro Bit“ bezeichnet. Oder einfacher ausgedrückt: Je mehr Symbole ein Symbolalphabet umfasst, desto schwieriger ist es, in realen Übertragungssystemen benachbarte Symbole, abgebildet in verschiedenen Amplitudenwerten und Phasenlagen eines Trägersignals, sicher im Empfänger unterscheiden zu können, da dabei auch physikalisch bedingte Störungen wie Rauschen hinzukommt. Sehr einfache digitale Modulationsverfahren mit einem sehr kleinen Symbolalphabet und dadurch bedingt mit einer sehr geringen spektralen Effizienz von 1 Bit/s/Hz, sind sehr robust gegen physikalisch bedingte Störungen. Eine solch einfaches digitales Modulationsverfahren ist BPSK. Ohne Kanalkodierung benötigt BPSK in einem gaußschen Übertragungskanal einen minimalen Eb/N0 und einen minimalen Es/N0 von nur:
- 7 dB für eine Bitfehlerrate von 0,1 % (BER = 1E-3)
- 12 dB für eine Bitfehlerrate von 0.00001 ‰ (BER = 1E-8)

Im gaußschen Übertragungskanal wird die Übertragung nur vom additiven weißen gaußschen Rauschen (AWGR/AWGN) gestört. Je größer das Symbolalphabet, desto höher die spektrale Effizienz des eingesetzten, digitalen Modulationsverfahren, umso größer werden aber auch die Anforderungen an den minimalen Eb/N0 bei gleichbleibender Bitfehlerrate. Gleiches gilt auch für Es/N0. Zum Beispiel:
| Modulation | Spektrale Effizienz [Bit/s/Hz] | Eb/N0 für BER = 1e-6 [dB] | Es/N0 für BER = 1e-6 [dB] |
| ---------- | ------------------------------ | ------------------------- | ------------------------- |
| BPSK       | 0001                           | 10.6                      | 10.6                      |
| QPSK       | 0002                           | 10.6                      | 13.6                      |
| 4-QAM      | 0002                           | 10.6                      | 13.6                      |
| D-BPSK     | 0001                           | 11.2                      | 11.2                      |
| D-QPSK     | 0002                           | 12.7                      | 15.7                      |
| 8-PSK      | 0003                           | 14.0                      | 18.8                      |
| 16-QAM     | 0004                           | 14.5                      | 20.5                      |
| 16-PSK     | 0004                           | 18.3                      | 24.3                      |
| 64-QAM     | 0006                           | 18.8                      | 26.6                      |
| 32-PSK     | 0005                           | 23.3                      | 30.3                      |

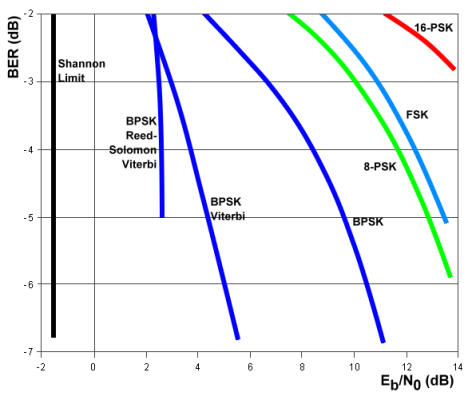
Bitfehlerhäufigkeit als Funktion von Eb/N_{0}

Mit der Eb/N0-Formel kann das minimal erforderliche Träger-Rausch-Verhältnis (CNR oder C/N) berechnet werden. Siehe dazu Eb/N0.
Die in der Tabelle aufgeführten Beispiele sind ohne Kanalkodierung. Eine effiziente Kanalkodierung erhöht das Signal-Rausch-Verhältnis bei unveränderter Bitfehlerhäufigkeit. Je nach Kanalkodierungsverfahren beträgt der Codegewinn mehrere dB. Die Abbildung zeigt für verschiedene leistungsbegrenzte Kodierverfahren die Fehlerhäufigkeit in Abhängigkeit von Eb/N0. Beispielsweise beträgt bei einem Bitfehlerverhältnis von 10−4 ohne Kanalkodierung das Verhältnis Eb/N0 für BPSK etwa 8 dB. Beim Einsatz einer Kanalkodierung mit einem Faltungscode und einer Dekodierung mit dem Viterbi-Algorithmus wird ein Eb/N0 von 4 dB erreicht. Eine zusätzliche Reed-Solomon-Kodierung reduziert das minimal benötigte Eb/N0 auf weniger als 3 dB. Die senkrechte Linie in der Abbildung kennzeichnet das Shannon-Limit, das nicht unterschritten werden kann.
Moderne Kanalcodes wie Low-Density-Parity-Check-Code und Turbo-Code kommen der Shannon-Kanalkapazität sehr nahe. Die Shannon-Kanalkapazität gibt die höchste Bitrate an, mit der theoretisch Informationen über einen Kanal gerade noch fehlerfrei übertragen werden können. Der Einsatz von effizienter Kanalkodierung ermöglicht die Kommunikation zu mehreren Milliarden Kilometern entfernten Satelliten.
Die Reichweite von Digitalfunk wird auch durch einige systembedingte Faktoren begrenzt:
- In Zeitschlitzen sendende Funksysteme (TDMA) müssen die wegen den unterschiedlichen Distanzen zwischen Sender und Empfänger variierenden Signallaufzeiten des Funksignals handhaben können. Das Funksignal muss zum korrekten Zeitpunkt beim Empfänger eintreffen. Das Funksignal muss innerhalb des Zeitrahmens des für diesen Sender reservierten Zeitschlitzes beim Empfänger eintreffen. Tritt das Funksignal zu früh oder zu spät beim Empfänger ein, stört es den Empfang von Funkübertragungen in vorgängigen oder nachfolgenden Zeitschlitzen. Ein entfernter vom Empfänger stehender Sender muss zu einem früheren Zeitpunkt senden als ein näher zum Empfänger stehender Sender. In Zeitschlitzen sendende Funksysteme handhaben die variierende Signallaufzeit des Funksignals mit Mechanismen wie Timing Advance. Nennenswerte mit Zeitschlitzen arbeitende Funksysteme sind GSM, LTE, 5G, EAN, Iridium, Thuraya (GMR-1), TETRA, DMR. Die größtmögliche Reichweite dieser Funksysteme wird durch Mechanismen wie Timing Advance begrenzt.
- Die Größe von Gleichwellennetzen (SFN) wird durch die im Funksystem vorgesehenen Guard Intervals begrenzt.[8] Mit der Größe des Gleichwellennetzes wird auch dessen Reichweite eingeschränkt. Je größer das Schutzintervall, desto mehr darf die Signallaufzeit des Funksignals zwischen Sender und Empfänger variieren. In einem modernen digitalen Gleichwellennetz sind alle vom Netzwerkbetreiber betriebenen, zur fest installierten Funkinfrastruktur gehörenden Sender mit einer sehr genauen Frequenz- und Phasensynchronisation ausgerüstet. Damit das im Downlink ausgestrahlte Funksignal möglichst genau synchron ist. Empfängt ein Empfänger im Gleichwellennetz ein Funksignal von mehreren Sendern, so variiert die Phase des empfangenen Funksignals wegen der unterschiedlichen Signallaufzeit. Die Signallaufzeitunterschiede resultieren aus den unterschiedlichen Distanzen der Sender zum Empfänger. Die Schutzintervalle dienen unter anderen dazu, die unterschiedlichen Signallaufzeiten aufzufangen.
- Beim Einsatz von asynchronen CDMA oder beim Einsatz von synchronen CDMA mit quasi-orthogonalen Spreizcodes beschränkt die Zellatmung die Reichweite und somit die Zellgröße eines Funksystems.[9] Synchrones CDMA kann mit nur streng orthogonalen Spreizcodes realisiert werden. Ein zeitlich exakt ausgerichtetes Funksystem mit synchronen CDMA und nur streng orthogonalen Spreizcodes wird nicht durch die Zellatmung in der Reichweite begrenzt. Häufig wird aber aus mehreren Gründen auf den Einsatz von nur streng orthogonalen Spreizcodes verzichtet. In diesen Fällen wird der streng orthogonale Spreizcode gerne mit einem Verwürfelungscode kombiniert.[10] Der zusätzliche Verwürfelungscode erhöht die Chiprate. Durch den zusätzlichen Verwürfelungscode steigt auch die Anzahl an gleichzeitig möglichen Teilnehmern im Funksystem. Die Symboldauer der Spreizsequenz heißt Chipdauer. Eine größere Chiprate führt zu einer kürzeren Chipdauer. Wenn bei Mehrwegempfang die Laufzeitdifferenz der Echos zum erst empfangenen Signal größer ist als die Chipdauer, spielt das Symbolübersprechen eine vernachlässigbare Rolle.[11] Die Echosignale lassen sich sogar produktiv verwenden, indem man die einzelnen Signale zeitlich auflöst und wieder phasenrichtig zusammensetzt. Damit wird die Empfangsenergie vergrößert (Mehrwege-Diversität). Der bei Bandspreizverfahren, aber auch  bei terrestrischen und satellitenbasierten Mobilfunksystemen mit CDMA-Zugriffsverfahren verwendete Rake-Empfänger arbeitet mit diesem Verfahren.

## Grundlagen bei Analogfunk
Die Reichweite von mit analogen Übertragungsverfahren arbeitenden Funksysteme ist schwierig zu bestimmen. Die Reichweite von Analogfunk hängt maßgeblich davon ab, wie die Definition von genügend verständlicher Sprachqualität ausfällt. Einzig für Funksysteme mit Frequenzmodulation (FM) kann eine einigermaßen verlässliche Aussage zur Reichweite gemacht werden.
Die Reichweite einer per frequenzmoduliertem Analogfunk realisierten Sprachübertragung wird durch die FM-Schwelle begrenzt. Für eine zuverlässige, frequenzmodulierte Funkverbindung muss das Signal-Rausch-Verhältnis (SNR) vor dem Demodulator immer größer als die FM-Schwelle sein. Funksysteme mit Frequenzmodulation (FM) sind resistenter gegen Funkstörungen als Funksysteme mit Amplitudenmodulation (AM). Somit ist die Sprachqualität von frequenzmoduliertem Analogfunk generell besser als mit amplitudenmodulierten Analogfunk. Jedoch schränkt die FM-Schwelle die Reichweite von frequenzmoduliertem Funk ein. Deshalb erfolgt die Sprachübertragung bei Flugfunk amplitudenmoduliert.
Die Rauschsperre schränkt die Reichweite des mit analogen Übertragungsverfahren arbeitenden Funksystems ein. Die Einstellung der durch das Funkgerät zu verwendenden Schaltschwelle der Rauschsperre hat maßgeblichen Einfluss auf die Reichweite des Funksystems. Der Einsatz von CTCSS oder DCS verbessert die Wirksamkeit der Rauschsperre.
Digitalfunk profitiert von den Vorteilen eines digitalen Datenübertragungsverfahrens, wie zum Beispiel der Vorwärtsfehlerkorrektur. Digitalfunk erreicht bei akzeptabel bleibender Sprachqualität eine höhere Reichweite als frequenzmodulierter Analogfunk (FM). Zwar ist die Reichweite von frequenzmoduliertem Analogfunk größer als die Reichweite von vergleichbaren Digitalfunk. Jedoch ist bei frequenzmodulierten Analogfunk an der Zellgrenze die Sprachqualität miserabel.

## Eigenschaften verschiedener Frequenzbereiche
Bei Frequenzen unterhalb weniger Megahertz können mit Hilfe der Bodenwelle Reichweiten bis rund 1000 Kilometer erzielt werden. Mit Längstwelle (VLF) und im ELF-Frequenzband arbeitende Funksysteme können mit Hilfe des Ionospährischen Wellenleiters eine sehr große Reichweite von 5000 bis 20000 Kilometer erreichen. VLF-Funksignale sind von U-Boote bis zu einer Tauchtiefe von rund 30 Meter empfangbar. ELF-Funksignale sind im schlecht leitenden Meerwasser auch in größerer Tauchtiefe durch U-Boote empfangbar. Auch Überhorizontradaranlagen arbeiten mit Bodenwellen um die Reichweite zu erhöhen. Für ordentliche Bodenwellenreichweite muss die Sendeanlage mit großer Sendeleistung im zweistelligen bis vierstelligen Kilowatt-Bereich arbeiten. Überhorizontradaranlagen und VLF- oder ELF-Sendeanlagen für die U-Bootkommunikation arbeiten mit derart großen Sendeleistungen, dass in der Nähe lebende Menschen und Tiere durch die im Dauerbetrieb entstehende, große elektromagnetische Strahlenbelastung gesundheitliche Schäden erleiden. Zum Beispiel weist die Marinefunksendestelle Rhauderfehn (DHO38) eine Gesamtsendeleistung von bis 800 kW auf. Das britische Überhorizontradar PLUTO auf Zypern bis 1000 kW. Die Marinefunkstelle Cutler gar eine Sendeleistung bis 1800 kW.
Insbesondere bei Kurzwellen kommt es zwischen einer unteren und einer oberen Frequenz zu Reflexionen der Raumwelle an Ionosphärenschichten, die interkontinentale Reichweiten ermöglichen. Diese Grenzen ändern sich ständig und können Mittelwellen und Frequenzen über 30 MHz hinaus umfassen; sie sind wie die Reichweite der dazwischen liegenden Frequenzbänder vom aktuellen Funkwetter abhängig. Unter günstigen Bedingungen können Kurzwellensignale den Erdball umrunden.
Um Verbindung zu weit entfernten Stationen aufzunehmen, ist eine zumindest im Amateurfunk geläufige Option, es auf dem die Stationen verbindenden Großkreis entlang des längeren Teilstücks (sozusagen hintenherum) zu versuchen.
Auf höheren Frequenzen sind bei extremen Funkwetter Reichweiten von mehreren hundert Kilometern möglich. Dieses Phänomen wird Überreichweite genannt.
Schließlich beeinträchtigt die Absorption durch verschiedene in der Luft enthaltene Gase und Wasserdampf sowie Wettereinflüsse wie Regendämpfung die Ausbreitung bei Frequenzen über 10 GHz, insbesondere über 30 GHz.

## Reichweite von Funksystemen mit Raumwellen über 30 MHz
Für zuverlässige Funksysteme mit großer Reichweite sind elektromagnetische Wellen aus dem Frequenzbereich 30 MHz bis 90 GHz einzusetzen. In diesem Frequenzbereich bereiten sich die elektromagnetischen Wellen vorwiegend als Raumwelle aus.
Für Funksysteme in diesem Frequenzbereich ist das Signal-Rausch-Verhältnis bei idealen Funkbedingungen:
- Sichtverbindung zwischen Sende- und Empfangsantenne, 1. Fresnelzone frei von jeglichen Hindernissen
- keine Elektromagnetische Störungen beeinträchtigen den Funkempfang
- kein benachbarter Funksender sendet auf der gleichen Frequenz ein Störsignal aus
- bei Satellitenkommunikation: Keine kosmische Störungen wie das Sonnenwetter und die kosmische Strahlung
- bei Richtfunk: Richtwirkung der Richtfunkantennen einwandfrei. Richtfunkantenne korrekt ausgerichtet.
- Polarisation der Antenne korrekt und einwandfrei ausgerichtet.
- keine Intermodulation vorhanden
- die relative Geschwindigkeit von Sendeantenne und Empfangsantenne ist 0 km/h. Somit kein Doppler-Effekt.

von folgenden wesentlichen Faktoren abhängig:
- Sendeleistung
- Freiraumdämpfung
- Dämpfung und Absorption durch atmosphärische Einflüsse
- Astronomische Refraktion der Funkwellen durch atmosphärische Einflüsse
- Szintillation der Funkwellen durch atmosphärische Einflüsse
- Depolarisation der Funkwellen durch atmosphärische Einflüsse
- Fading durch Mehrwegempfang
- Antennengewinn und Abstrahlcharakteristik der Sende- und Empfangsantenne
- Kabelverluste der Antennenkabel und Steckverbindungen beim Sender und Empfänger
- Empfängerempfindlichkeit

All diese Faktoren müssen in der Leistungsübertragungsbilanz (engl. „link budget“) berücksichtigt werden.
Für die zuverlässige Satellitenkommunikation muss ein Funksignal im Frequenzbereich über 300 MHz eingesetzt werden. Ionosphärenstörungen können die Satellitenkommunikation bis 300 MHz stark beeinträchtigen oder gar verhindern. Es wurden schon Beeinträchtigungen durch Ionosphärenstörungen bis 432 MHz beobachtet. Ab 2 GHz hat die Troposphäre maßgeblichen Einfluss auf die Reichweite des terrestrischen Funks. Bei einem Höhenwinkel > 8° kann die Troposphäre bereits ab 6 GHz die zuverlässige Satellitenkommunikation verhindern. Zuverlässige Funksysteme über große Distanzen im Frequenzbereich jenseits 6 GHz sind nur noch mit Richtantennen realisierbar.

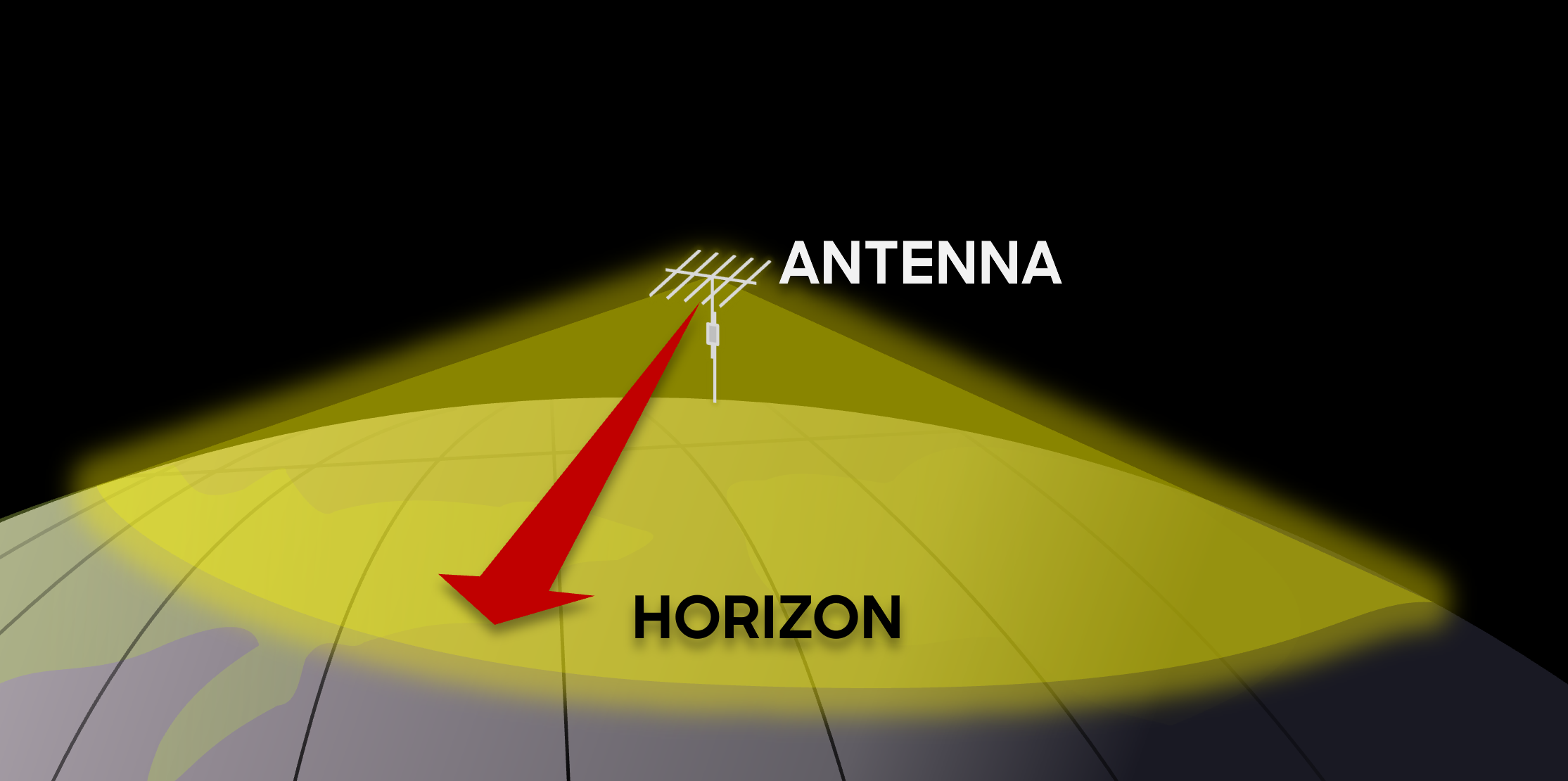
Reichweite einer Funkantenne bei Sichtverbindung

Generell wird die Sichtverbindung und somit die Reichweite des terrestrischen Funks im Frequenzbereich 30 MHz bis 90 GHz durch die Erdkrümmung begrenzt. Mit der Formel zur Geodätischen Sichtweite lässt sich die maximale Distanz der Sichtverbindung berechnen. Alternativ zur Formel der Sichtweite kann die Näherungsformeln des Radiohorizonts verwendet werden. Einige Computerprogramme berechnen auf Basis eines Digitalen Höhenmodells und mit Hilfe des Kosinussatzes die Funkzellengröße und die Möglichkeit zur Realisierung einer Richtfunkverbindung. Siehe auch Weblinks.
Bei fehlender Sichtverbindung zwischen Sende- und Empfangsantenne beeinflussen weitere Faktoren die Reichweite des Funksystems:
- Dämpfung, Mehrwegempfang und weitere Einflüsse durch Vegetation (zum Beispiel: Wald)[24]
- Dämpfung, Mehrwegempfang und weitere Einflüsse durch Gebäude (Gebäude intern: Wand) oder Gegenstand
- Dämpfung, Mehrwegempfang und weitere Einflüsse durch Erdoberfläche und Gewässer

## Hinweise zu den einzelnen Faktoren

### Freiraumdämpfung
Die Freiraumdämpfung ist unter anderem von der Sendefrequenz abhängig. Die Freiraumdämpfung ist maßgeblich für die Reichweite einer Funkverbindung verantwortlich. Je weiter Sender und Empfänger voneinander entfernt sind und je höher die Sendefrequenz ist, desto größer ist die Freiraumdämpfung und umso stärker wird das Sendesignal abgeschwächt. Je größer also die zu überbrückende Distanz ist, desto höher muss die Sendeleistung des Senders, oder die Empfindlichkeit des Empfängers sein.

### Einflüsse der Erdatmosphäre auf die Funkwellen
Auf Frequenzen, bei denen die Reflexion an der Ionosphäre genutzt wird, ist die Reichweite maßgeblich von deren momentanen Eigenschaften entlang des Ausbreitungsweges abhängig. Ansonsten gilt:
In der Troposphäre dämpft oder absorbiert das Wetter durch die Luftfeuchtigkeit, Regen, Schnee und weiteren Wettereinflüssen das Funksignal. Neben der Troposphäre beeinflusst auch die Ionosphäre die Ausbreitung der Funkwellen durch Dämpfung, Absorption, Refraktion, Szintillation und Depolarisation. Siehe auch Überreichweite.

### Fading durch Mehrwegempfang
Besteht Sichtverbindung zwischen der Sende- und Empfangsantenne, sollte der Einfluss des Mehrwegempfangs mit dem mathematischen Modell „Rice-Fading“ in der Leistungsübertragungsbillanz berücksichtigt werden. Fehlt die Sichtverbindung zwischen der Sende- und Empfangsantenne, sollte der Einfluss des Mehrwegempfangs mit dem mathematischen Modell „Rayleigh-Fading“ in der Leistungsübertragungsbillanz berücksichtigt werden. Relevanter Parameter im Rice-Fading-Kanalmodel ist der Parameter K. Der Parameter K beschreibt das Verhältnis der Leistung des direkt empfangenen Signals zum indirekt empfangenen Signals. Das direkt empfangene Signal ist der Funksignalanteil, welcher in der hindernisfreien ersten Fresnelzone von der Sendeantenne zur Empfangsantenne gelangte. Das indirekt empfange Signal ist der Funksignalanteil, welcher durch Mehrwegempfang seinen Weg von der Sendeantenne zur Empfangsantenne fand.
Je größer der Anteil des direkt empfangenen Signals ist, desto geringer ist der Einfluss von Mehrwegempfang. Berechnungen im Rice-Fading-Kanalmodel mit einem geringen Anteil von indirekt empfangenen Funksignals (K = 4.0) zeigen einen Einfluss des Mehrwegempfangs von rund 15 dB beim Einsatz von sehr einfachen digitalen Modulationsverfahren (QPSK) und einer Bitfehlerrate von 0,1 % (BER = 1E-3). Unter gleichen Bedingungen steigt bei einem hohen Anteil von indirekt empfangenen Funksignals (K = 0.6) der Einfluss des Mehrwegempfangs auf rund 23,5 dB. Fehlt die Sichtverbindung zwischen Sende- und Empfangsantenne, kommt für Berechnungen das Rayleigth-Fading-Kanalmodell zum Einsatz. Im Rayleigth-Fading-Kanalmodell steigt der Einfluss des Mehrwegempfangs auf rund 25 dB beim Einsatz von sehr einfachen digitalen Modulationsverfahren (QPSK) und einer Bitfehlerrate von 0,1 % (BER = 1E-3).
Frequenzmultiplexing oder eine Mischung von Frequenz- und Zeitmultiplexing einsetzende Mobilfunkstandards oder Bündelfunksysteme mit automatischer, adaptiver Sendeleistungsregelung (TPC) reduzieren häufig die Sendeleistung bei reiner Sprachübertragung, wenn die Verbindungsreserve (link margin) > 25 dB ist. Die 25 dB entstammen vom „Rayleigh-Fading“ bei einer Bitfehlerrate von 0,1 % (BER = 1E-3).
Moderne digitale Übertragungsverfahren sind entweder immun gegen Mehrwegempfang, wie zum Beispiel COFDM. Oder sie können den Mehrwegempfang gar für die Verbesserung des Funkempfangs ausnützen, wie zum Beispiel der Rake-Empfänger.

### Empfängerempfindlichkeit
Bei sehr guten Empfängern begrenzt das Wärmerauschen die Empfindlichkeit des Empfängers maßgebend. Je größer die Bandbreite des zu empfangenden Funksignals ist, desto größer ist die Rauschleistung und desto höher ist die Rauschspannung. Die Rauschleistung hat einen direkten Einfluss auf das Signal-Rausch-Verhältnis. Wenn der A/D-Wandler das empfangene Funksignal im Basisband umwandelt, begrenzt zusätzlich das 1/f-Rauschen die Empfängerempfindlichkeit.
Mit dem Einsatz von Frequenzspreizung kann die Empfängerempfindlichkeit verbessert werden. Je größer der Spreizfaktor des eingesetzten Funksignals, desto empfindlicher wird der Empfänger.